# Polsenz (Innbach)
Die Polsenz ist ein linker Zufluss des Innbachs im Hausruckviertel in Oberösterreich.

## Name
Das Gewässer wird 1151 als Palsentze urkundlich erwähnt. Die Grundform des Namens dürfte *Balsantia gewesen sein. Die Endung -antia ist keltischen Ursprungs. Das Bestimmungswort könnte mit der indogermanischen Wurzel *bʰel- für „glänzend, weiß“ oder *bʰelH- „aufschwellen, sprudeln“ in Zusammenhang stehen.

## Verlauf
Die Polsenz entspringt am Pollhamer Wald südlich des Ortes Forsthof und fließt anschließend in östlicher Richtung durch die Gemeindegebiete von Pollham und St. Marienkirchen an der Polsenz. Nach knapp 11 Kilometern mündet sie bei Finklham in den Innbach.

## Ökologie
Die Polsenz fließt über weite Strecken durch intensiv landwirtschaftlich genutztes Gebiet. Ihr Lauf ist in vielen Abschnitten begradigt und verbaut und ohne Uferbegleitgehölz, das Fließgewässerkontinuum wird durch 45 Querbauwerke unterbrochen. Im Bereich um Thal existieren noch einige natürliche Auwälder, die von der Schwarzerle dominiert werden. Der ökologische Gesamtzustand an der Messstelle Unterfreundorf wurde 2014 als „unbefriedigend“ eingestuft.